# Contea di Huitong
La contea di Huitong (会同县S, Huìtóng XiànP) è una contea della Cina, situata nella provincia di Hunan e amministrata dalla prefettura di Huaihua.